# Ernst Kreidolf
Ernst Kreidolf (* 9. Februar 1863 in Bern; † 12. August 1956 ebenda; eigentlich Konrad Ernst Theophil Kreidolf) war ein Schweizer Maler, Grafiker und Erneuerer des Bilderbuches.

## Leben und Wirken
Ernst Kreidolf wurde 1863 als Sohn eines Kaufmanns in Bern geboren. Er besuchte zuerst die Volksschule in Tägerwilen und danach die Sekundarschule in Emmishofen (heute Kreuzlingen). Von 1879 bis 1883 absolvierte er eine Lehre als Lithograf in Konstanz. Ab 1883 besuchte er die Kunstgewerbeschule in München und ab 1889 die dortige Akademie der Bildenden Künste. Dort studierte er bei Gabriel von Hackl. Seinen Lebensunterhalt bestritt er damals mit dem Zeichnen von Verbrecherporträts für das Münchener Fahndungsblatt.
1897 stellte Kreidolf im Arnoldschen Kunstsalon in Dresden seine Aquarelle zu den Blumenmärchen und zu Schlafende Bäume aus, die das Interesse einiger Kinderbuchverleger fanden, von denen sich jedoch keiner zu einer Publikation entschliessen konnte. Erst durch ein Darlehen des Fürsten von Schaumburg-Lippe konnte Kreidolf das Bilderbuch Blumenmärchen im Kommissionsverlag Piloty & Löhle in München herausgeben. Die Lithografien für den Druck erstellte Kreidolf selbst.
Ab 1898 illustrierte er überwiegend Kinderbücher, die er zum Teil auch selbst schrieb. Blumen und Tiere spielen in diesen Büchern eine wichtige Rolle. So finden sich etwa personifizierte Schmetterlinge und Insekten, die Kreidolf in traumhaften Metamorphosen miteinander verwob. Seine Bücher erschienen vor dem Ersten Weltkrieg vor allem im Verlag Hermann & Friedrich Schaffstein (bis 1905 Schafstein) in Köln.
Der Erste Weltkrieg zwang Kreidolf und seinen Freund Albert Welti zur Rückreise in die Schweiz. Nachdem er seit 1916 schon längere Zeit in der Schweiz gearbeitet hatte, übersiedelte er 1918 endgültig nach Bern. Zum Malen hielt sich Kreidolf, wie auch andere Künstler in dieser Zeit, u. a. Wilhelm Trübner, Carl Theodor Meyer, Caspar Ritter oder Fritz Voellmy, oft in Ermatingen auf. Dort übernachteten sie jeweils im bekannten Hotel «Adler». Kreidolf war ein viel und gern gesehener Gast bei Eduard Zimmermann, mit dem er sich an der Akademie in München befreundete.
1920 wurde Emil Roniger sein neuer Verleger. Roniger wurde zu Kreidolfs Mäzen und gründete 1947 zur Förderung des Künstlers den Ernst Kreidolf-Verein. Ronigers private Kreidolf-Sammlung ging nach seinem Tod an die «Ernst Kreidolf Stiftung», die sie später dem «Verein Ernst Kreidolf» übereignete. Sie befindet sich heute als dessen Depositum im Kunstmuseum Bern.
1956 verstarb Kreidolf in seiner Geburtsstadt Bern. Er liegt begraben auf dem Berner Schosshaldenfriedhof.
Nachrufe auf Kreidolf schrieben u. a. Adolf Tièche. Kreidolfs Nachlass befindet sich in der Burgerbibliothek Bern.

## Werke

### Bilderbücher
- Blumenmärchen. 1898
- Fitzebutze. 1900
- Die schlafenden Bäume. Ein Märchen in Bildern. 1901
- Die Wiesenzwerge. 1902
- Schwätzchen für Kinder. 1903
- Der Buntscheck. 1904
- Alte Kinderreime. 1905
- Sommervögel. 1908
- Gartentraum. 1911
- Alpenblumenmärchen. 1922 (Alpenblumenmärchen – Internet Archive)
- Biblische Bilder.
- Wintermärchen. 1924 (vertont von Max Kaempfert)
- Lenzgesind. 1926
- Das Hundefest. 1928
- Bei den Gnomen und Elfen. 1929
- Kinderzeit. 1930
- Grashupfer. 1931

### Illustrierte Bücher
- Hedwig Bleuler-Waser: Zwerghütlein, 1919.
- Hedwig Bleuler-Waser: Lenzbub kommt. Märchen die geschehen. A. Franke Verlag, Bern 1920.
- Adolf Frey: Blumen Ritornelle. Rotapfelverlag, Erlenbach ZH/Leipzig 1921.
- Leopold Weber: Traumgestalten. Rotapfelverlag, Erlenbach ZH/Leipzig 1922.
- Roti Rösli im Garten. Staatlicher Lehrmittelverlag des Kantons Bern, 1925 (Lesebuch für Kinder des 3. Schuljahres).
- Karl Eugen Schmidt: Aus dem Tagebuch eines Säuglings. Deutsche Verlags-Anstalt, Stuttgart und Leipzig 1905.

### Autobiographie
- Ernst Kreidolf: Lebenserinnerungen. Herausgegeben von Jakob Otto Kehrli. Zürich 1957.

### Ölbilder
Im Kunstmuseum Bern finden sich:
- Männlicher Studienkopf. 1888 (Inv. 1024)
- Schafweide. 1920 (Inv. 1574)
- Der Sündenfall. 1928 (Inv. 1096)
- Bildnis Regierungsrat Leo Merz. 1932 (Inv. 1203)
- Bildnis des Schriftstellers Leopold Weber. 1932 (Inv. 1204)
- Herbst im bayrischen Gebirge. 1956 (Inv. 1877)